# Cored
La Coalición Cored (acrónimo de Coalición de Oposición para la Restauración de un Estado Democrático, y posteriormente de Coalición Restauradora del Estado Democrático) es una agrupación política de exiliados ecuatoguineanos opositores al régimen de Teodoro Obiang Nguema.

## Historia
La Coalición Cored fue fundada el 5 de diciembre de 2013 como una alianza de varios grupos de oposición al régimen de Teodoro Obiang Nguema en el exilio. Su sede se encuentra en Paris y su secretario general es Filiberto Ntutumu Mabale Andem.
En 2016, la Cored dejó de ser una coalición y pasó a convertirse oficialmente en un partido político. Tuvo la intención de participar en las elecciones presidenciales de Guinea Ecuatorial de 2016, lo cual finalmente no se concretó.
A partir de 2017 la Coalición Cored jugó un importante rol en el juicio de bienes mal adquiridos realizado en Paris contra el Vicepresidente de Guinea Ecuatorial Teodoro Nguema Obiang Mangue, participando con abogados y contribuyendo a las denuncias. Como reacción, Nguema Obiang y su padre Obiang Nguema demandaron a los dirigentes de la Cored por difamación. En octubre de 2018, Obiang Nguema fue condenado por la justicia francesa a pagar €5000 de multa por “falsas acusaciones” contra la formación opositora.
A fines de 2017 la agrupación fue acusada de haber orquestado un intento de golpe de Estado contra el gobierno ecuatoguineano, junto al partido opositor Ciudadanos por la Innovación (CI).
En 2018 la Cored participó en la firma de la "Propuesta de Ley para la Transición Democrática en Guinea Ecuatorial" junto al Partido del Progreso de Guinea Ecuatorial (PPGE), la Acción Popular de Guinea Ecuatorial (APGE), la Unión Popular (UP) y el Movimiento para la Autodeterminación de la Isla de Bioko (MAIB).
La Coalición Cored manifestó su intención de participar por videoconferencia en la "Sexta Mesa de Diálogo" convocada por el gobierno de Obiang para julio de 2018. Finalmente, la Cored no participó del proceso.
En octubre de 2018, el dirigente de la Cored Salomon Abeso sufrió un atentado contra su vida en Londres. En mayo de 2019, tras un polémico juicio, Abeso fue condenado in absentia a 59 años de prisión por su supuesta participación en el intento de golpe de 2017.